# Jila Mossaed
Jila Mossaed Estakhri (persa: ژیلا مساعد استخری ; nascuda el 4 d'abril de 1948) és una escriptora sueca nascuda a l'Iran. Nascuda a Teheran, va ser nomenada nova membre de l'Acadèmia Sueca el 4 d'octubre de 2018 i va ser incorporada formalment a l'Acadèmia el 20 de desembre de 2018.
Mossaed viu a Suècia a l'exili de l'Iran des de 1986. Resideix a Göteborg i escriu tant en suec com en persa. El 5 d'octubre de 2018, Mossaed va ser nomenada nou membre de l'Acadèmia Sueca juntament amb el jutge del Tribunal Suprem Eric M. Runesson. Va substituir l'autora Kerstin Ekman, qui va acabar amb la seva implicació amb l'Acadèmia el 1989 per la seva gestió de l'afer Rushdie, al seient 15.